# Test Drive Off-Road 2
Test Drive Off-Road 2 (с англ. — «Тест-драйв: Бездорожье 2»), в Европе известная как Test Drive 4X4 — видеоигра серии Test Drive в жанре аркадных автогонок, разработанная компаниями Pitbull Syndicate и Accolade и выпущенная в 1998 году для игровой приставки PlayStation и PC-совместимых компьютеров под управлением Windows. Издателями выступили компании Accolade, Infogrames и Capcom. Проект является сиквелом Test Drive Off-Road.
Как и предшественник, Off-Road 2 сосредотачивается на гонках по бездорожью. На выбор игроку доступно множество автомобилей от известных производителей, а также трассы в разных странах мира. В игре предлагаются несколько вариантов одиночного режима и сетевая многопользовательская игра.
Автосимулятор является спин-оффом серии Test Drive, и заимствует как особенности предыдущей части, так и основные принципы других проектов основной серии. Test Drive Off-Road 2 получил неоднозначные, преимущественно негативные отзывы игровой прессы. К достоинствам обозреватели относили идею игры и музыкальное сопровождение, однако из-за различных технических недостатков и низкого качества графики понижали оценку. В 1999 году вышло продолжение — Test Drive Off-Road 3.

## Игровой процесс
В Test Drive Off-Road 2, как и в предыдущей части, геймплей сосредотачивается на гонках по бездорожью. Среди автомобилей представлены различные внедорожники, как известных мировых производителей (например Hummer H1, Jeep Grand Cherokee), так и вымышленные разработчиками модели. По желанию игрока можно выбрать автоматическую или ручную коробку передач. Трассы в игре основаны на реально существующих местах, таких как Гавайи, Марокко и другие. В гонках расставлены чекпоинты, аналогично другим играм серии. Они увеличивают время для прохождения гонок. Если время истечёт до проезда чекпоинта, гонку придётся начинать заново.
В игре предоставляется два режима: «Одиночная гонка» (англ. Single Race) и «Мировой тур» (англ. World Tour). В первом режиме игрок может сам выбрать автомобиль и трассу, уровень сложности, а также включить или выключить чекпоинты. В меню игры можно просмотреть рекорды. В режиме «Мировой тур» игрок должен покупать новые машины, условно поделённые на классы, для различных соревнований, поочерёдно побеждая в гонках. Игрок может продать машины, а также сбросить результаты турнира. Помимо этого, в ПК-версии игры присутствует многопользовательский сетевой режим.

## Музыка
Лицензированный саундтрек в игре включает в себя композиции в жанре метал от групп Sevendust («Black»), Gravity Kills («Alive» и «Drown») и Fear Factory («Shock»), песни которых также присутствовали в саундтреках к играм Test Drive Off-Road и Test Drive 5.

## Оценки и мнения
| Сводный рейтинг       | Сводный рейтинг | Сводный рейтинг |
| Издание               | Оценка          | Оценка          |
| Издание               | PC              | PS              |
| --------------------- | --------------- | --------------- |
| GameRankings          | 49,69 %         | 65,63 %         |
| MobyRank              | 43/100          | 62/100          |
| Иноязычные издания    |                 |                 |
| Издание               | Оценка          | Оценка          |
| Издание               | PC              | PS              |
| AllGame               | [ 5 ]           | [ 6 ]           |
| EGM                   |                 | 6/10            |
| GameRevolution        |                 | F               |
| GameSpot              | 4,8/10          | 6,1/10          |
| IGN                   | 4,5/10          | 5,8/10          |
| Русскоязычные издания |                 |                 |
| Издание               | Оценка          | Оценка          |
| Издание               | PC              | PS              |
| «Игромания»           | 5,1/10          |                 |

Test Drive Off-Road 2 получила смешанные отзывы от критиков, в основном негативные. На сайте GameRankings версия для PlayStation имеет среднюю оценку 65,63 %, а для ПК — 49,69 %.